# Schweitenkirchen
Schweitenkirchen – miejscowość i gmina w Niemczech, w kraju związkowym Bawaria, w rejencji Górna Bawaria, w regionie Ingolstadt, w powiecie Pfaffenhofen an der Ilm. Leży około 8 km na południowy wschód od Pfaffenhofen an der Ilm.

## Dzielnice
W skład gminy wchodzą następujące dzielnice: Aufham, Dürnzhausen, Eberstetten, Geisenhausen, Schweitenkirchen i Sünzhausen.

## Demografia
| Rok  | Liczba mieszk. |
| ---- | -------------- |
| 1970 | 2 717          |
| 1987 | 3 586          |
| 2000 | 4 667          |
| 2005 | 4 931          |

### Struktura wiekowa
Dane o ludności z 31 grudnia 2008:
| Opis                                | Ogółem | Ogółem | Kobiety | Kobiety | Mężczyźni | Mężczyźni |
| ----------------------------------- | ------ | ------ | ------- | ------- | --------- | --------- |
| Jednostka                           | osób   | %      | osób    | %       | osób      | %         |
| Populacja                           | 4901   | 100    | 2388    | 48,72   | 2513      | 51,28     |
| Wiek przedprodukcyjny (0–17 lat)    | 931    | 19     | 435     | 8,88    | 496       | 10,12     |
| Wiek produkcyjny (18–65 lat)        | 3293   | 67,19  | 1590    | 32,44   | 1703      | 34,75     |
| Wiek poprodukcyjny (powyżej 65 lat) | 677    | 13,81  | 363     | 7,41    | 314       | 6,41      |

## Polityka
Wójtem gminy jest Albert Vogler z CSU, rada gminy składa się z 16 osób.
|      | SPD/FW | FWG/WG | BB | FUB/BSP | Razem |
| 2008 | 2      | 8      | 5  | 1       | 16    |
| 2002 | 2      | 7      | 5  | 2       | 16    |